# Elachanthemum
Elachanthemum là một chi thực vật có hoa trong họ Cúc (Asteraceae).

## Loài
Chi Elachanthemum gồm các loài: